# Piedra, Papel, Tijera
Piedra, Papel, Tijera (en inglés: Rock Paper Scissors) es una serie de televisión de comedia animada estadounidense creada por Kyle Stegina y Josh Lehrman para Nickelodeon. Se estrenó el 11 de febrero de 2024, trasmitiéndose después de la transmisión alternativa de la cadena del Super Bowl LVIII.

## Trama
El aspirante a modelo Piedra, el inventor Papel y el mujeriego Tijera emprenden juntos todo tipo de aventuras salvajes.

## Personajes

### Principales
- Piedra (expresado por Ron Funches)
- Papel (expresado por Thomas Lennon)
- Tijera (expresado por Carlos Alazraqui)

### Secundarios
- Lápiz (expresado por Melissa Villaseñor)
- Lou Zer (expresado por Eddie Pepitone)[2]
- Los hermanos Rata (expresado por Ray Chase)
- Papá (expresado por Betsy Sodaro)

## Doblaje
| Personaje             | Actor de voz original         | Doblaje para Hispanoamérica | Doblaje para España     |
| --------------------- | ----------------------------- | --- | ----------------------- |
| Piedra                | Ron Funches                   | Giovanni Cruz | Chema Gagino            |
| Papel                 | Thomas Lennon                 | Sergio Pinto | Miguel Babío            |
| Tijera                | Carlos Alazraqui              | Rodrigo Bustamante | Daniel Lema             |
| Lápiz                 | Melissa Villaseñor            | Shirley Marulanda | ¿Miriam Larrosa?        |
| Lou Zer               | Eddie Pepitone                | Mario Gutiérrez | ¿?                      |
| Papel de Lija         | Lauren Ash                    | Renata Vargas | ¿?                      |
| Los hermanos Rata     | Ray Chase                     | Juan Esteban Rozo | ¿?                      |
| Papá                  | Betsy Sodaro                  | Juliana Vargas | ¿?                      |
| Reportero de noticias | J. P. Karliak                 | Óscar Javier Cuesta | ¿?                      |
| Oficial Wishkowski    | Carla Gugino                  | Rocío Bermúdez | ¿?                      |
| La asombrosa Catalina | Marlene Martinez              | Eliana Romero | ¿?                      |
| Chad Brockchad        | Diedrich Bader                | Rodolfo Gutiérrez | ¿?                      |
| Insertos              | N/A                           | Harold Leal | ¿?                      |
| Voces adicionales     | Kimberly Brooks Kari Wahlgren | Angélica Sáenz Alejandro Saldarriaga Danilo Smith Felipe Ballestas Gustavo Chajín Hermes Camelo John Grey Mariana Buitrago Rosángela López Santigo Sandoval Sergio Barbosa (temp. 1) Verónica Perilla Yarley Gómez | Sergio Rodríguez-Guisán |

## Episodios

### Piloto
| Título | Estreno en Estados Unidos | Estreno en Latinoamérica | Cód. Prod. | Audiencia (millones) |
| --- | ------------------------- | ------------------------ | ---------- | -------------------- |
| «TBA» «TV Time» | 25 de diciembre de 2023   | —                        | 000        | 0.90                 |
| Piedra, Papel y Tijera se pelean por la televisión hasta que Tijeras trae un tiburón antropomórfico que mira reality shows. El trío intenta recuperar su televisor, aunque uno de sus planes es desarrollar un espectáculo que el tiburón cree que todo el mundo debería ver. Estaba planeado para 9 meses, pero habían olvidado su plan original de recuperar el televisor. Terminan en un juego de eliminación de un reality show, y el tiburón decide votar él mismo para ser eliminado, y con un adicional de Papel, es eliminado, ya que todo vuelve a la normalidad hasta que derriban la casa. |                           |                          |            |                      |

### Temporada 1 (2024)
| N.º temp. | Título                                                             | Estreno en Estados Unidos | Estreno en Latinoamérica | Estreno en México     | Cód. Prod. | Audiencia (millones) {{Lista de episodios |
| --------- | ------------------------------------------------------------------ | ------------------------- | ------------------------ | --------------------- | ---------- | ----------------------------------------- |
| 1         | «Policía de cumpleaños» «The Birthday Police»                      | 28 de febrero de 2024     | 19 de febrero de 2024    | 19 de febrero de 2024 | 101A       | 0.09                                      |
| 2         | «La gran mentira de Papel» «Paper's Big Lie»                       | 14 de febrero de 2024     | 19 de febrero de 2024    | 20 de febrero de 2024 | 101B       | 0.14                                      |
| 3         | «Saltarines» «Pogo Sticks»                                         | 15 de julio de 2024       | 20 de febrero de 2024    | 21 de febrero de 2024 | 102A       | —                                         |
| 4         | «Lavado de autos» «Car Wash»                                       | 16 de julio de 2024       | 20 de febrero de 2024    | 22 de febrero de 2024 | 102B       | —                                         |
| 5         | «Historia de fin de semana» «Weekend Story»                        | 14 de febrero de 2024     | 21 de febrero de 2024    | 23 de febrero de 2024 | 103A       | 0.14                                      |
| 6         | «Masilla» «Putty»                                                  | 29 de febrero de 2024     | 21 de febrero de 2024    | 26 de febrero de 2024 | 103B       | 0.08                                      |
| 7         | «A las escondidas» «Hide and Seek»                                 | 26 de febrero de 2024     | 22 de febrero de 2024    | 27 de febrero de 2024 | 104A       | 0.11                                      |
| 8         | «El primer episodio de Lou» «The First Lou Episode»                | 11 de febrero de 2024     | 22 de febrero de 2024    | 28 de febrero de 2024 | 104B       | 0.28                                      |
| 9         | «El Susan» «The Susan»                                             | 4 de marzo de 2024        | 23 de febrero de 2024    | 29 de febrero de 2024 | 105A       | 0.12                                      |
| 10        | «Cejas» «Eyebrows»                                                 | 4 de marzo de 2024        | 23 de febrero de 2024    | 1 de marzo de 2024    | 105B       | 0.12                                      |
| 11        | «Tijera consigue trabajo» «Scissors Gets a Job»                    | 12 de febrero de 2024     | 26 de febrero de 2024    | 4 de marzo de 2024    | 106        | 0.16                                      |
| 12        | «El ártico» «The Arctic»                                           | 13 de febrero de 2024     | 27 de febrero de 2024    | 5 de marzo de 2024    | 107A       | 0.14                                      |
| 13        | «Guerra de bromas» «Prank War»                                     | 20 de febrero de 2024     | 27 de febrero de 2024    | 6 de marzo de 2024    | 107B       | 0.13                                      |
| 14        | «Las limas correctas» «Key Limes»                                  | 20 de febrero de 2024     | 28 de febrero de 2024    | 7 de marzo de 2024    | 108A       | 0.13                                      |
| 15        | «Seis piezas de pavo» «Six Pieces of Turkey»                       | 5 de marzo de 2024        | 28 de febrero de 2024    | 8 de marzo de 2024    | 108B       | 0.10                                      |
| 16        | «Los otros piedra, papel y tijera» «The Other Rock Paper Scissors» | 17 de julio de 2024       | 29 de febrero de 2024    | 11 de marzo de 2024   | 109A       | —                                         |
| 17        | «La asombrosa Catalina» «The Astonishing Catalina»                 | 18 de julio de 2024       | 29 de febrero de 2024    | 12 de marzo de 2024   | 109B       | —                                         |
| 18        | «La visita de Lápiz» «Pencil Comes Over»                           | 21 de febrero de 2024     | 1 de marzo de 2024       | 13 de marzo de 2024   | 110A       | —                                         |
| 19        | «El viento» «The Wind»                                             | 5 de marzo de 2024        | 1 de marzo de 2024       | 14 de marzo de 2024   | 110B       | 0.10                                      |
| 20        | «La foto navideña» «The Holiday Picture»                           | 22 de julio de 2024       | 17 de junio de 2024      | 17 de junio de 2024   | 111A       | —                                         |
| 21        | «Los suplentes» «Scrubs»                                           | 15 de febrero de 2024     | 17 de junio de 2024      | 18 de junio de 2024   | 111B       | —                                         |
| 22        | «Bolos» «Bowling»                                                  | 23 de julio de 2024       | 18 de junio de 2024      | 19 de junio de 2024   | 112A       | —                                         |
| 23        | «Cuestionario de personajes» «The Character Quiz»                  | 24 de julio de 2024       | 18 de junio de 2024      | 20 de junio de 2024   | 112B       | —                                         |
| 24        | «Papa» «Potato»                                                    | 25 de julio de 2024       | 19 de junio de 2024      | 21 de junio de 2024   | 113A       | —                                         |
| 25        | «El debate de la broma del gas» «The Fart Joke Debate»             | 11 de febrero de 2024     | 19 de junio de 2024      | 24 de junio de 2024   | 113B       | 0.28                                      |
| 26        | «El arma secreta de Papel» «Paper's Secret Weapon»                 | 27 de febrero de 2024     | 20 de junio de 2024      | 25 de junio de 2024   | 114A       | —                                         |
| 27        | «La colina del trineo» «The Sled Hill»                             | 6 de marzo de 2024        | 20 de junio de 2024      | 26 de junio de 2024   | 114B       | 0.08                                      |
| 28        | «Lápiz y Papa» «Pencil and Potato»                                 | 12 de noviembre de 2024   | 21 de junio de 2024      | 27 de junio de 2024   | 115A       | —                                         |
| 29        | «La catapulta de Tijera» «Scissors' Catapult»                      | 13 de noviembre de 2024   | 21 de junio de 2024      | 28 de junio de 2024   | 115B       | —                                         |
| 30        | «Resoluciones» «Resolutions»                                       | 14 de noviembre de 2024   | 24 de junio de 2024      | 1 de julio de 2024    | 116A       | —                                         |
| 31        | «El club de lectura de Papel» «Paper's Book Club»                  | 11 de noviembre de 2024   | 24 de junio de 2024      | 2 de julio de 2024    | 116B       | —                                         |
| 32        | «El día nacional de Papel» «National Paper Day»                    | 13 de julio de 2024       | 25 de junio de 2024      | 5 de julio de 2024    | 117A       | 0.12                                      |
| 33        | «Ayuda con las compras» «Helping with the Groceries»               | 19 de noviembre de 2024   | 25 de junio de 2024      | 8 de julio de 2024    | 117B       | —                                         |
| 34        | «Negocio familiar» «The Family Business»                           | 28 de noviembre de 2024   | 26 de junio de 2024      | 3 de julio de 2024    | 118A       | —                                         |
| 35        | «Bomba de purpurina» «Glitter Bomb»                                | 18 de noviembre de 2024   | 26 de junio de 2024      | 4 de julio de 2024    | 118B       | —                                         |
| 36        | «Pañales» «Diapers»                                                | 25 de noviembre de 2024   | 27 de junio de 2024      | 9 de julio de 2024    | 119A       | —                                         |
| 37        | «Mascota» «R.O.V.E.R.»                                             | 26 de noviembre de 2024   | 27 de junio de 2024      | 10 de julio de 2024   | 119B       | —                                         |
| 38        | «Basura» «Trash»                                                   | 27 de noviembre de 2024   | 28 de junio de 2024      | 11 de julio de 2024   | 120        | —                                         |